# Horst-Bodo Schuwirth
Horst-Bodo Schuwirth (* 21. Juni 1919 in Hannover; † 6. August 1983 in Mainz) war ein Generalmajor des Heeres der Bundeswehr. In seiner letzten Verwendung war er Befehlshaber des Wehrbereichskommandos IV.

## Militärischer Werdegang

### Wehrmacht
Schuwirth trat am 20. November 1937 als Reserveoffizieranwärter beim Infanterieregiment 73 in die Wehrmacht ein. Ab Januar 1941 als Zugführer und Ordonnanzoffizier im Schützenregiment 74 eingesetzt, nahm er am Westfeldzug teil. Im Oktober 1941 wurde er Zugführer im Schützenregiment 73 und wurde nach Russland versetzt. Dort wurde er im November 1941 schwer verwundet, was einen mehrmonatigen Lazarettaufenthalt zur Folge hatte. Nach seiner Entlassung im März 1942 wurde Schuwirth Bataillonsadjutant im Schützenregiment 73, welches später in das Panzergrenadierregiment 73 umgegliedert wurde. Im September 1942 wurde er erneut schwer verwundet und abermals ins Lazarett eingeliefert. Nach der Entlassung wurde er im November 1942 Ausbildungsoffizier im Ersatzregiment 73. Ab Januar 1943 erfolgten bis September 1943 verschiedene Verwendungen im Panzergrenadierregiment 73. Zum 1. Juli 1943 wurde Schuwirth ins aktive Offizierkorps übernommen. Ab Februar 1945 war er bis Kriegsende Taktiklehrer an der Fahnenjunkerschule für Panzertruppen in Bamberg. Daneben übernahm er ab April 1945 noch zusätzlich noch die Aufgaben des Ia beim Kampfkommandanten Bamberg. Bei Kriegsende geriet er in amerikanische Kriegsgefangenschaft.
Schuwirth wurde am 7. August 1943 mit dem Deutschen Kreuz in Gold ausgezeichnet. Am 17. August 1943 erhielt er die Nahkampfspange. Darüber hinaus wurde ihm das Verwundetenabzeichen in Silber verliehen.

### Bundeswehr
Schuwirth trat am 1. Oktober 1956 als Hauptmann in die Bundeswehr ein. In seiner ersten Verwendung war er Prüfoffizier bei der Annahmeorganisation in München. Im Februar 1958 erfolgte seine erste ministerielle Verwendung als Hilfsreferent im Führungsstab des Heeres (Fü H I 2). Ab Mai 1959 war er zunächst zur besonderen Verwendung an der Führungsakademie der Bundeswehr eingesetzt, ehe er dort von Oktober 1959 bis Dezember 1960 den 3. Generalstabslehrgang des Heeres besuchte. Ab Januar 1961 hatte Schuwirth verschiedene Verwendungen beim Stab für NATO-Übungen. Im April 1963 wurde er Kommandeur des Panzergrenadierbataillons 203. Daran schloss sich ab Mai 1965 eine erneute ministerielle Verwendung als Hilfsreferent im Führungsstab der Streitkräfte (Fü S III 1) bis Januar 1969 an. Anschließend besuchte Schuwirth bis September 1969 einen Lehrgang am NATO Defense College. Im April 1969 wurde er als Dezernent und G3 in den Stab des Deutschen Militärischen Vertreters beim NATO-Militärausschuss versetzt. Im Juli 1971 wurde er Kommandeur der Panzergrenadierbrigade 19. In dieser Verwendung wurde er am 2. Mai 1975 zum Brigadegeneral befördert. Im Oktober 1974 wurde Schuwirth stellvertretender Stabsabteilungsleiter Fü S III, ehe er unter Beförderung zum Generalmajor am 1. Oktober 1976 der Befehlshaber des Wehrbereichskommandos IV wurde. Am 30. September 1979 wurde er in den Ruhestand versetzt.

## Zivilleben
Nach Entlassung aus der Kriegsgefangenschaft war Schuwirt ab Juni 1945 zunächst als Bauhilfsarbeiter tätig, ehe er im Juli 1945 die bayerische Dolmetscherschule in Regensburg besuchte, welche er im Januar 1946 mit der Dolmetscherprüfung in Englisch abschloss. Während dieser Zeit war er ab Oktober 1945 als Dolmetscher für die 4. US-Panzerdivision tätig. Im Anschluss war Schuwirth beim Finanzamt Regensburg als Dolmetscher und Lohnsteueraußenprüfer angestellt. Parallel zu dieser Tätigkeit studierte er von April 1947 bis November 1948 vier Semester Rechtswissenschaften und zwei Semester Journalistik an den Philosophisch-theologischen Hochschulen Regensburg und Bamberg sowie an der Universität Erlangen. Von April 1953 bis zu seinem Eintritt in die Bundeswehr war er als Abteilungsleiter einer Firma in Regensburg tätig.
Schuwirth wurde mit dem Verdienstkreuz I. Klasse des Verdienstorden der Bundesrepublik Deutschland ausgezeichnet. Sein Sohn ist der General a. D. Rainer Schuwirth.